# П'ятра (Молдова)
П'ятра (рум. Piatra) — село в Оргіївському районі Молдови. Адміністративний центр однойменної комуни, до складу якої також входить село Желобок.

## Населення
За даними перепису населення 2004 року у селі проживали 1624 особи.
Національний склад населення села:
| Національність | Кількість осіб | Відсоток |
| -------------- | -------------- | -------- |
| молдавани      | 1615           | 99,4 %   |
| українці       | 4              | 0,2 %    |
| росіяни        | 4              | 0,2 %    |
| болгари        | 1              | 0,1 %    |
| Всього         | 1624           | 100 %    |

## Персоналії
- Лазо Сергій Георгійович (1894—1920) — російський дворянин молдавського походження.